# Metasia ustalis
Metasia ustalis là một loài bướm đêm trong họ Crambidae.